# Talent/Telematica TPC-310
Talent/Telematica TPC-310 (TPC-310) је био кућни рачунар фирме Talent/Telematica који је почео да се производи у Аргентини од 1988. године.
Користио је Z80-A као микропроцесор. RAM меморија рачунара је имала капацитет од 128 KB.

## Детаљни подаци
Детаљнији подаци о рачунару TPC-310 су дати у табели испод.
|                       |                                            |
| [ 1 ]                 |                                            |
| Произвођач            |                                            |
| Тип                   | кућни рачунар                              |
| Меморија              | 128 KB                                     |
| Поријекло             | Аргентина                                  |
| Година                | 1988                                       |
| Тастатура             | MSX шпанска тастатура                      |
| Процесор              |                                            |
| Фреквенција процесора | 3,58                                       |
| RAM                   | 128 KB                                     |
| ROM                   | 48 KB                                      |
| Текст                 | 40 x 24 / 32 x 24                          |
| Графика               | 64 x 48 / 256 x 192 / 256 x 212 / 512x 212 |
| Боја                  | 512                                        |
| Звук                  | 3 гласа, 8 октава (MSX2 стандард)          |
| Димензије             | 32 x 18 x 7                                |
| Портови               |                                            |
| Оперативни систем     |                                            |